# حميدو لعنيكري
حميدو لعنيكري  (1939 - 10 سبتمبر 2023)، هو ضابط مغربي في القوات المسلحة الملكية المغربية، ترأس القوات المساعدة وصارَ مفتشًا عامًا لها بالمنطقة الجنوبية، ثمّ شغلَ منصب مدير الأمن الوطني بين عامي 2003 و2006.

## الحياة المُبكّرة والتعليم
وُلد حميدو لعنيكري في مدينة مكناس بالمغرب عام 1939. التحقَ حميدو عام 1965 حين كان يبلغُ من العمر 26 سنة بالقوات المسلّحة الملكية.

## المسيرة العسكريّة

### البداية
بدأ حميدو لعنكري مساره المهني من أول السلّم العسكري في الجيش، حيثُ لم يكن يحمل أكثر من رتبة ملازم أول وهو القادمُ من أسرة متواضعة بمدينة مكناس وسط المغرب. أُرسل العنيكري بأمرٍ من إدريس بنعمر أولًا إلى مدرسة التدريب العسكري بأهرمومو ثم إلى الأكاديمية الملكية العسكرية في مكناس وهي الأكاديميّة المسؤولة عن تخريجِ الضباط في المغرب حيث تخرّج منها في ستينيات القرن العشرين. انتقل حميدو لعنيكري بعدها لمدينة الزاك حيث قضى فيها بعض الوقت ثمّ أُرسل لاحقًا لمدينة أكادير جنوب المغرب والتي قضى فيها هي الأخرى عدّة أشهر.

### الدرك الملكي
تمكّن لعنيكري من الترقّي في في السلم العسكري شيئًا فشيئًا حتى صار عريفًا في الجيش المغربي، ثم سرعان ما لفتَ انتباه مجموعةٍ من المسؤولين إليه وهو في بدايةِ مسيرته العسكريّة، فنصحه بعضهم بالالتحاق بالدرك الملكي وهو ما حصل، حيث انضمُّ لعنيكري في وقتٍ لاحقٍ للدرك فأُرسلَ للعمل لبعض الوقت في مدينة طنجة ثم لاحقًا في القنيطرة. تمكّن حميدو لعنيكري من الارتقاءِ بسرعة خلال عمله في الدرك، إلى أن أصبحَ قائدًا لهم في المنطقة الشمالية وذلك في بدايةِ السبعينات، وهي الفترة التي تعرّف فيها على العاهل المغربي الحسن الثاني.

### العمل الخارجي
تمكّن حميدو من الارتقاء في السلم الوظيفي أكثر وصار من بين أبرز الشخصيات في مجاله، حيث ترأس عام 1977 وهو العقيدُ في الدرك الملكي الوحدة العسكرية التي نُشرت في زائير (جمهوية الكونغو الديمقراطية الآن) للمساعدة في القضاءِ على حرب شابا الأولى، وبقي خلال نفس الفترة في لجمهورية الكونغو الديمقراطية حيث كُلِّفَ بالأمن الخاص لرئيس دولة الإمارات العربية المتحدة حينها زايد بن سلطان آل نهيان، وهو المنصب الذي أعطاه دفعةً مهمةً، نتيجة علاقة الودِّ التي كانت تجمع بين الحسن الثاني وزايد.

### الاستخبارات العسكريّة
عقبَ عودته من الإمارات العربية المتحدة مع انتهاء مهمّته في قيادة الطاقم الأمني للرئيس الإماراتي، أصبحَ حميدو لعنيكري عضوًا في مكتب الدراسات والمستندات الذي كان يُمثّل الاستخبارات العسكرية المغربية في تلك الفترة، حيث استفادَ من تجربته في الخارج والداخل خلال سنوات طويلة من العمل الأمني والاستخباراتي.
أصبحَ لعنيكري في وقتٍ ما مديرًا للاستخبارات المدنية، وهو التعيين الذي تلاه مغادرة وزير الداخلية الأسبق إدريس البصري لمنصبه، ومعه جزءٌ مهمٌ من حاشتيه ومعاونيه. يُعرَف عن لعنيكري علاقته السيئة مع الصحف المغربية المستقلة، حيث كان يكره أن تُلتقَط له الصور في الاجتماعات التي يحضرها، ولم يصدر عنه غير حوار واحدٍ طوال مسيرتهِ المهنيّة أدلى به لصحيفة لو فيغارو الفرنسيّة. لعبَ العنيكري دورًا في تطويرِ الجهاز، قبل أن يُغادره بعد سنين من القيادة وتوتّرًا في السنين الأخيرة قُبيل مغادرته منصبه.

### مكافحة الإرهاب
لعبت تفجيرات 11 أيلول/سبتمبر 2001 دورًا كبيرًا في حصولِ تغييرات أمنية في عدة دول وكان المغربُ إحداها، حيث بزغَ حميدو كاسمٍ مغربي في قيادةِ الحرب الدولية على الإرهاب وزادت شهرته الدوليّة في أيار/مايو 2002 عندما أَعلن المغرب عن تفكيك خلية نائمة لتنظيمِ القاعدة، كانت تُخطِّط لعمليات تستهدفُ البوارج الحربية الاميركية والبريطانية في مضيق جبل طارق، ثم زادت شهرته في الداخل حينما لعب دورًا كبيرًا في اعتقال العشرات من أعضاء عددٍ من التنظيمات الإرهابية على غِرار الهجرة والتكفير ذات الأيديولوجيّة التكفيريّة.
تعرّض المغرب يوم 16 أيار/مايو 2003 لتفجيراتٍ هزّت مدينة الدار البيضاء نفذها معتنقون للسلفيّة الجهادية وأسفرت عن مقتل 40 شخصًا على الأقل وجُرح عشرات آخرين، غادرَ حفيظ بنهاشم المدير العام للأمن الوطني حينها منصبه فاسحًا المجال أمام لعنيكري الذي جمع بين الأمن الوطني والاستخبارات المدنية.

### السنين الأخيرة
عيَّنَ الملك المغربي محمّد السادس في تموز/يوليو 2009 حميدو لعنيكري مفتشا عاما للقوات المساعدة بالمنطقة الجنوبيّة، وذلك بعد سنوات من العمل في شتّى المجالات الأمنية والعسكريّة داخلَ المغرب وخارجه.

## الوفاة
تُوفي حميدو لعنيكري صباحَ يوم الأحد الموافق للعاشر من أيلول/سبتمبر 2023 بالعاصمة الرباط، عن عمرٍ ناهزَ 84 سنة.